# Barambo

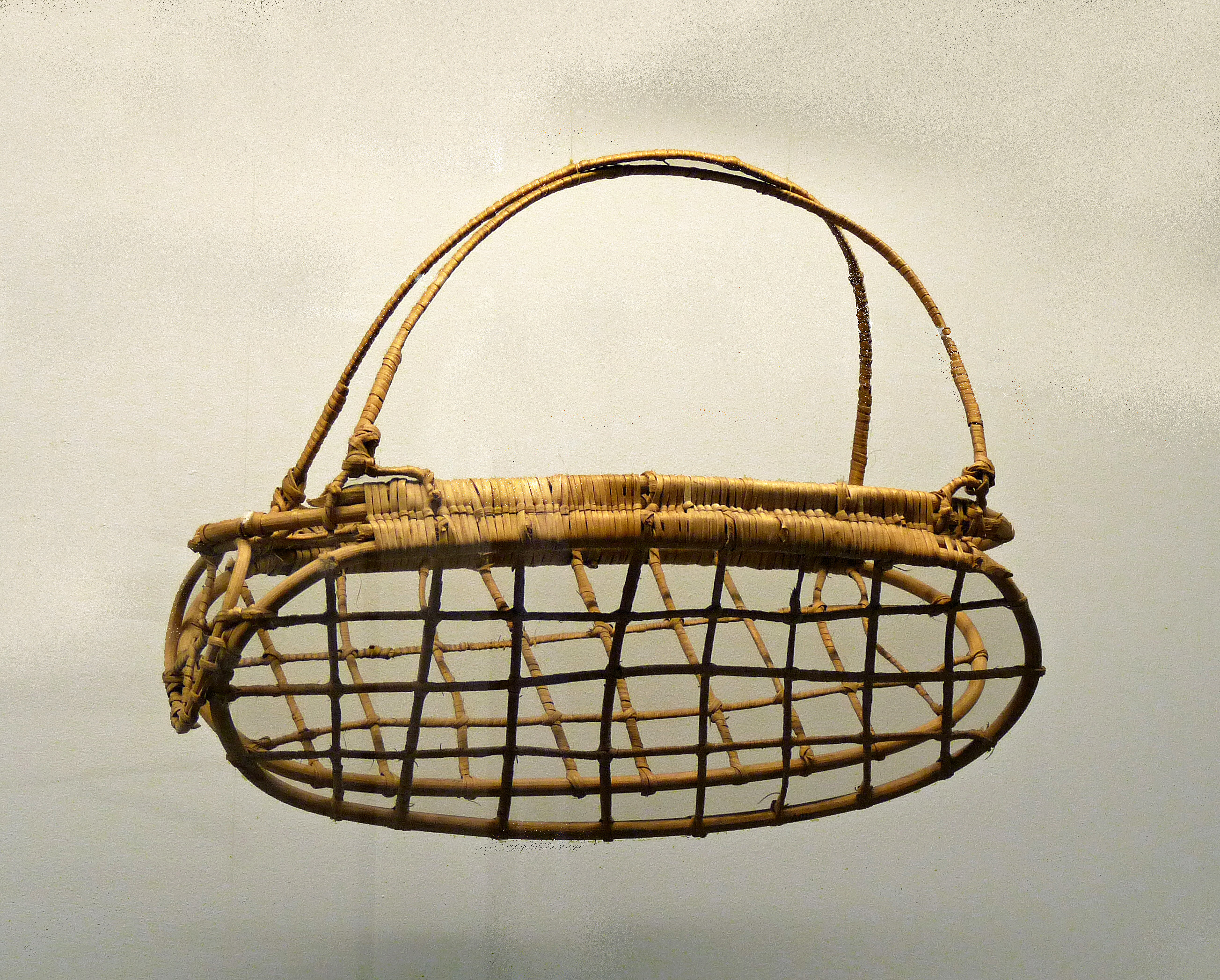
Panier à poules Barambo.

Les Barambo (ou Abarambo, A-Barmbo, Amiangbwa) sont une population bantoue d'Afrique centrale établi au nord-est de la République démocratique du Congo.
Leurs voisins sont les Bangba, les Madi, les Mangbetu, les Mayogo, les Mayvu et les Makango.